# Glenn Theodore Seaborg
Glenn Theodore Seaborg, ameriški kemik, * 19. april 1912, Ishpeming, Michigan, Združene države Amerike, † 25. februar 1999, Lafayette, Louisiana, Združene države Amerike. 
Zaradi sodelovanja pri sintezi, odkrivanju in raziskovanju desetih transuranskih elementov leta 1951 prejel Nobelovo nagrado za kemijo. Njegovo delo na tem področju je pripeljalo tudi do njegovega razvoja koncepta aktinoidov in ureditve serije aktinoidov v periodnem sistemu elementov.

## Življenjepis
Glenn Theodore Seaborg se je rodil v Ishpemingu v Michiganu 19. aprila 1912, očetu Hermanu Theodorju in materi Selmi Olivii Erickson Seaborg. Imel je dve leti mlajšo sestro Jeanette.
Njegova družina je doma govorila švedsko. Pri 10 letih se je z družino preselil v Kalifornijo, kjer je leta 1929 zaključil srednjo šolo David Starr Jordan v Los Angelesu kot najboljši v svojem razredu.
V mladosti je bil predan športni navdušenec in filmofil. Mati ga je spodbujala, naj postane knjigovodja, za naravoslovje pa se je začel zanimati šele v prvem letniku, ko ga je za to navdihnil učitelj kemije in fizike na srednji šoli.
Iz kemije je diplomiral leta 1933 na Univerzi Kalifornije v Los Angelesu. Skozi šolanje se je prebil kot šofer in laboratorijski asistent pri Firestonu. Seaborg je doktoriral iz kemije na Univerzi Kalifornije v Berkeleyju leta 1937 z doktorsko disertacijo Interakcija hitrih nevtronov s svincem, v kateri je prvi uporabil izraz "jedrska razcepitev".
Leta 1942 se je Seaborg poročil s Helen Griggs, tajnico fizika Ernesta Lawrencea. Imela sta sedem otrok, to so bili Peter (imel je dvojčico Paulette, ki pa je umrla že v otroštvu), Lynne, David, Steve, Eric in Dianne.
Seaborg je ostal tesno povezan s svojim švedskim poreklom. Pogosto je obiskoval Švedsko, njegova družina pa je bila članica švedskega rodoslovnega društva Pemer, družinskega združenja, ki je bilo odprto za vsakega potomca družine Pemer, švedske družine nemškega porekla, iz katere je Seaborg izhajal po materini strani.
24. avgusta 1998, je Seaborg v Bostonu na srečanju American Chemical Society utrpel možgansko kap, zaradi česar je šest mesecev pozneje 25. februarja 1999, umrl na svojem domu v Lafayetteu.

## Delo

### Delo v jedrski kemiji
Pod Seaborgovim vodstvom so bili razviti popolnoma novi sistemi metodologije in instrumentov, ki so postali temelj sodobne jedrske kemije. Seaborg je avtor približno 200 znanstvenih člankov, vključno s številnimi izčrpnimi pregledi v znanstvenih publikacijah. Je tudi avtor in soavtor več knjig o kemiji in elementih.
Spremljal je delo Fredericka Soddyja pri raziskovanju izotopov in tudi sam prispeval k odkritju več kot 100 izotopov elementov. John Livingood, Fred Fairbrother in Seaborg so z uporabo enega od Lawrenceovih naprednih ciklotronov leta 1937 ustvarili nov izotop železa, železo-59, ki je bil uporaben pri študijah hemoglobina v človeški krvi. Livingood in Seaborg sta leta 1938 ponovno sodelovala, tokrat pri izolaciji pomembnega izotopa joda, jod-131, ki se še vedno uporablja za zdravljenje bolezni ščitnice in je rešil življenje tudi njegovi materi. Zaradi teh in drugih prispevkov Seaborg velja za pionirja nuklearne medicine. 
Seaborg in njegovi sodelavci so izpopolnili tehniko oksidacije-redukcije za izolacijo neptunija, zato je prosil McMillana, ki je skupaj z ekipo odkril element 93 ter ga leta 1940 poimenoval neptunij, za dovoljenje za nadaljevanje raziskav in iskanje elementa 94. 
Februarja 1941 so Seaborg in njegovi sodelavci z bombardiranjem urana proizvedli plutonij-239. V svojih poskusih z bombardiranjem urana z devteroni so opazili nastanek neptunija, elementa 93. Ta je nato bil podvržen beta-razpadu, pri čemer je nastal nov element plutonij s 94 protoni. Plutonij je dokaj stabilen, vendar je podvržen alfa-razpadu, kar je pojasnilo prisotnost alfa delcev, ki prihajajo iz neptunija. Tako so leta 1941 Seaborg, fizik Emilio Segrè in kemik iz Berkeleyja Joseph W. Kennedy lahko pokazali, da je plutonij (takrat znan le kot element 94) cepljiv, kar je bilo pomembno odkritje, ki je bilo ključnega pomena za odločitve pri vodenju projekta Manhattan.
Seaborg je avtor besedil Transuranijevi elementi (1958), Umetno ustvarjeni transuranski elementi (1963), Jedrski mejniki: Zbirka govorov Glenna T. Seaborga (1972) in Kemik v Beli hiši: Od projekta Manhattan do Konca hladne vojne (1998), ki opisuje znanstvena in politična vprašanja skozi njegova desetletja javne službe, vključno z odlomki iz revij in pismi o oblikovanju politike. Seaborg je kmalu po prejemu Nobelove nagrade napisal številne zapise za 14. izdajo Encyclopædia Britannica, med njimi tudi članek o plutoniju za tisk leta 1953.
Seaborg je pomagal razviti tudi postopek ekstrakcije, ki se je uporabljal za izolacijo plutonijevega goriva za bombo Debeluh (Fat man).
Drugi novi elementi, ki jih je odkril Seaborg, so bili americij (95), kurij (96), berkelij (97), kalifornij (98), einsteinij (99), fermij (100), mendelevij (101), nobelij (102) in seaborgij (106). Pri napovedovanju kemijskih lastnosti, metode izolacije in umestitve teh in mnogih težjih elementov v periodni sistem elementov je v veliko pomoč bil pomemben organizacijski princip, ki ga je leta 1944 razglasil prav Seaborg in je znan kot koncept aktinoidov (serija aktinoidov se je pojavila pod serijo lantanoidov). To je bila ena najpomembnejših sprememb v periodnem sistemu od prvotne zasnove ruskega kemika Dmitrija Mendelejeva leta 1869. Seaborg je priznal, da je 14 elementov, težjih od aktinija, tesno povezanih z njim in spadajo v ločeno skupino v periodnem sistemu (aktinoidi), ki so analogni 14 elementom, težjim od lantana (lantanoidi ali redki zemeljski elementi)..
Leta 1951 sta z Edwinom McMillanom prejela Nobelovo nagrado za kemijo za njuna odkritja v kemiji prvih transuranskih elementov.

### Projekt Manhattan
Leta 1942 je Seaborg prispel v Chicago in se pridružil skupini za kemijo v Metalurškem laboratoriju projekta Manhattan na Univerzi v Chicagu. Njegova vloga je bila ugotoviti, kako iz mase urana izluščiti majhen košček plutonija. Plutonij-239 je bil izoliran v vidnih količinah s transmutacijsko reakcijo 20. avgusta 1942 in stehtan 10. septembra 1942 v Seaborgovem laboratoriju v Chicagu. Seaborg je bil odgovoren za večstopenjski kemični proces, ki je ločil, koncentriral in izoliral plutonij. Ta proces je bil nadalje razvit v Clinton Engineering Works v Oak Ridgeu v Tennesseeju, nato pa je začel proizvodnjo v polnem obsegu v Hanford Engineer Works v Richlandu v Washingtonu.
Seaborg je v Chicagu razvil kemična elementa americij in kurij. Za oba elementa mu je uspelo zagotoviti patente. Njegov patent o kuriju se zaradi kratke razpolovne dobe elementa ni nikoli izkazal za komercialno izvedljivega, se pa americij običajno uporablja v gospodinjskih detektorjih dima in je tako Seaborgu v kasnejših letih zagotovil dober vir zaslužka. Pred preizkusom prvega jedrskega orožja se je Seaborg pridružil številnim drugim vodilnim znanstvenikom v pisni izjavi, znani kot Franckovo poročilo (takratno tajno, a objavljeno).

### Profesor in rektor na univerzi Berkeley
Na Berkeleyju je bil znanstveni sodelavec, asistent in docent (1937–45), leta 1946 pa je postal profesor kemije. Od 1958 do 1961 je bil Berkeleyjev rektor.
Po koncu druge svetovne vojne in projekta Manhattan se je Seaborg želel vrniti v akademsko življenje ter univerzitetne raziskave brez omejitev vojne tajnosti. Leta 1946 je k svojim obveznostim kot profesor dodal vodenje raziskave jedrske kemije v Laboratoriju za sevanje Lawrence, ki ga upravlja Univerza v Kaliforniji v imenu Komisije za atomsko energijo Združenih držav Amerike. Seaborga je Ameriška gospodarska zbornica leta 1947 imenovala za enega izmed "desetih izjemnih mladih moških v Ameriki". Leta 1948 je bil izvoljen za člana Nacionalne akademije znanosti, od 1954 do 1961 pa je deloval kot pomočnik direktorja laboratorija za sevanje. Predsednik Truman ga je imenoval za člana generalnega svetovalnega odbora Komisije za atomsko energijo, kar je ostal do leta 1960.
Bil je tudi član predsednikovega znanstveno svetovalnega odbora, ki je novembra 1960 pripravil Poročilo o znanstvenem napredku, univerzah in zvezni vladi, znanem tudi kot Seaborgovo poročilo, ki je pozvalo k večjemu zveznemu financiranju znanosti. Leta 1959 je s Clarkom Kerrom pomagal ustanoviti Laboratorij za vesoljske znanosti Berkeley.
V Laboratoriju Lawrence Berkeley je leta 1980 preoblikoval več tisoč atomov bizmuta-209 v zlato. Njegova eksperimentalna tehnika je z uporabo jedrske fizike uspela odstraniti protone in nevtrone iz atomov bizmuta. Seaborgova tehnika je bila veliko predraga, da bi omogočila rutinsko proizvodnjo zlata, vendar je bilo njegovo delo blizu mitičnemu kamnu modrosti.
Leta 1981 je Seaborg postal ustanovni član Svetovnega kulturnega sveta.
Predsednik Ronald Reagan je leta 1983 Seaborga imenoval za člana Nacionalne komisije za odličnost v izobraževanju. Komisija je pripravila poročilo Ogroženi narod: nuja za reformo izobraževanja, ki je osredotočilo nacionalno pozornost na izobraževanje kot nacionalno vprašanje, ki je pomembno za zvezno vlado. 
Seaborg je večino svojega poznejšega življenja preživel v Lafayette v Kaliforniji, kjer se je posvetil urejanju in objavljanju revij, ki so dokumentirale tako njegovo zgodnje življenje kot kasnejšo kariero. Zbral je skupino znanstvenikov, ki so kritizirali naravoslovni kurikulum v zvezni državi Kaliforniji, za katero je menil, da je preveč družbeno usmerjen in ni niti približno dovolj osredotočen na trdo znanost. Guverner Kalifornije Pete Wilson je Seaborga imenoval za vodjo odbora, ki je predlagal spremembe kalifornijskega učnega načrta za naravoslovje kljub nasprotovanju delovnih organizacij in drugih.

### Predsednik komisije za atomsko energijo
Po imenovanju predsednika Johna F. Kennedyja in potrditvi s strani senata Združenih držav, je bil Seaborg predsednik Komisije za atomsko energijo od leta 1961 do 1971. 
V zgodnjih šestdesetih letih dvajsetega stoletja se je Seaborg začel ukvarjati z ekološkimi in biološkimi učinki jedrskega orožja, zlasti tistega, ki bi močno vplivalo na človeško življenje. Oddelku za tehnično analizo Komisije za atomsko energijo je naročil, naj to dodatno preuči. Seaborgova ponudba za te inovativne študije je vodila ameriško vlado, da se je resneje lotila razvoja in možne uporabe "čistega" jedrskega orožja.
Seaborg je v tem času sodeloval v pogajalski skupini za pogodbo o omejeni prepovedi poskusov, v kateri so se ZDA, Združeno kraljestvo in ZSSR dogovorile, da bodo prepovedale vse nadzemne poskusne detonacije jedrskega orožja. Seaborg je svoj prispevek k doseganju te pogodbe štel za enega svojih največjih dosežkov. 
Seaborg je med svojim mandatom v komisiji za atomsko energijo objavil več knjig in člankov v revijah. Napovedal je obstoj elementov, ki presegajo tiste v periodnem sistemu, serijo transaktinoidov in superaktinoidno serijo neodkritih sintetičnih elementov. Medtem ko ima večina teh teoretičnih prihodnjih elementov izredno kratke razpolovne dobe in zato ni bilo pričakovane praktične uporabe, je domneval tudi obstoj stabilnih super težkih izotopov določenih elementov.

## Nagrade in odlikovanja
V času svojega življenja naj bi bil Seaborg avtor ali soavtor številnih knjig in 500 člankov v znanstvenih revijah, od katerih so mnoga kratka poročila o hitrih odkritjih v jedrski znanosti, medtem ko so druge teme, predvsem koncept aktinidov, predstavljale pomembne teoretične prispevke v zgodovini znanosti. Imel je več kot 40 patentov – med njimi edine patente, ki so jih kdaj izdali za kemične elemente (americij in kurij), v življenju pa je prejel več kot 50 doktoratov in častnih diplom. Februarja 2005 je bil posthumno sprejet v Nacionalno hišo slavnih izumiteljev. 
Leta 1966 ga je American Chemical Society-Chicago počastil z nagrado Willard Gibbs. Ameriška akademija za dosežke mu je leta 1972 podelila nagrado Golden Plate Award. Albert Ghiorso, E. Kenneth Hulet in drugi so po njem poimenovali element seaborgij, ki ga je pomagal odkriti. Seaborgium je prvi element, ki je bil kdaj uradno poimenovan po živi osebi. 
Odlikovanja vključujejo: 1947 nagrada American Chemical Society's Award in Pure Chemistry; 1948 zlata medalja Johna Ericssona Ameriškega združenja švedskih inženirjev; 1948 Nicholsova medalja newyorške sekcije Ameriškega kemijskega društva; 1953 nagrada John Scott in medalja mesta Philadelphia; 1957 Perkinova medalja ameriške sekcije Društva kemične industrije; 1959 nagrado Enrico Fermi Komisije za atomsko energijo za njegovo izjemno delo na področju jedrske kemije in za njegovo vodstvo v znanstvenih in izobraževalnih zadevah; leta 1962 ga je Vasa Order of America v Stockholmu razglasil za švedskega Američana leta; 1963 Franklinova medalja Franklinovega inštituta.
Seaborg je častni član Chemical Society of London in Royal Society of Edinburgh. Bil je sodelavec Ameriškega inštituta za kemike, Newyorške akademije znanosti, Kalifornijske akademije znanosti, Ameriškega fizikalnega društva in Ameriškega združenja za napredek znanosti. Bil je tudi član Nacionalne akademije znanosti, Ameriške akademije za umetnost in znanost, Kraljevega združenja za umetnost Anglije in Švedske kraljeve akademije inženirskih znanosti.